# Torneo de Umag 2021
El Plava Laguna Croatia Open Umag 2021 fue un torneo de tenis perteneciente al ATP Tour 2021 en la categoría ATP Tour 250. El torneo tuvo lugar en la ciudad de Umag (Croacia), desde el 19 hasta el 25 de julio de 2021 sobre tierra batida.

## Distribución de puntos
| Modalidad            | Campeón | Finalista | Semifinales | Cuartos de final | 2ª ronda | 1ª ronda | Clasificados | 2ª ronda de clasificación | 1ª ronda de clasificación |
| Individual masculino | 250     | 165       | 100         | 50               | 25       | 0        | 13           | 7                         | 0                         |
| Dobles masculino     | 250     | 150       | 90          | 45               | 20       | 0        | -            | -                         | -                         |

## Cabezas de serie

### Individuales masculino
| Tenista          | Ranking | Preclasificados |
| Albert Ramos     | 41      | 1               |
| Dušan Lajović    | 43      | 2               |
| Filip Krajinović | 44      | 3               |
| Richard Gasquet  | 54      | 4               |
| Aljaž Bedene     | 56      | 5               |
| Jaume Munar      | 66      | 6               |
| Carlos Alcaraz   | 72      | 7               |
| Gianluca Mager   | 73      | 8               |

- Ranking del 12 de julio de 2021.[2]

### Dobles masculino
| Tenista                         | Ranking | Preclasificados |
| Tomislav Brkić Nikola Čačić     | 101     | 1               |
| Pablo Cuevas Fabrice Martin     | 165     | 2               |
| Rafael Matos Andrei Vasilevski  | 165     | 3               |
| Luis David Martínez Artem Sitak | 195     | 4               |

## Campeones

### Individual masculino
Carlos Alcaraz venció a  Richard Gasquet por 6-2, 6-2

### Dobles masculino
Fernando Romboli /  David Vega Hernández vencieron a  Tomislav Brkić /  Nikola Čačić por 6-3, 7-5